# US-amerikanische Badmintonmeisterschaft 1999
Die US-amerikanische Badmintonmeisterschaft 1999 fand Anfang April 1999 im Orange County Badminton Club in Orange, Kalifornien, statt.

## Medaillengewinner
| Disziplin    | Gold                   | Silber                 | Bronze                              |
| ------------ | ---------------------- | ---------------------- | ----------------------------------- |
| Herreneinzel | Kevin Han              | Andy Chong             | Khankham Malaythong                 |
| Herreneinzel | Kevin Han              | Andy Chong             | Alex Liang                          |
| Dameneinzel  | Yeping Tang            | Cindy Shi              | Kathy Zimmerman                     |
| Dameneinzel  | Yeping Tang            | Cindy Shi              | Elie Wu                             |
| Herrendoppel | Kevin Han Alex Liang   | Howard Bach Mark Manha | Hoang Ly Amarit Rojsirivit          |
| Herrendoppel | Kevin Han Alex Liang   | Howard Bach Mark Manha | Andy Chong Benny Lee                |
| Damendoppel  | Cindy Shi Yeping Tang  | Janis Tan Elie Wu      | Stefanie Westermann Kathy Zimmerman |
| Damendoppel  | Cindy Shi Yeping Tang  | Janis Tan Elie Wu      | Lily Chen Eileen Tang               |
| Mixed        | Andy Chong Yeping Tang | Mark Manha Cindy Shi   | Trisna Gunadi Janis Tan             |
| Mixed        | Andy Chong Yeping Tang | Mark Manha Cindy Shi   | Chris Hales Stefanie Westermann     |